# Sommer-Paralympics 2008/Teilnehmer (Guatemala)
| stlisierte Goldmedaille | stlisierte Silbermedaille | stlisierte Bronzemedaille |
| ----------------------- | ------------------------- | ------------------------- |
| —                       | —                         | —                         |

Guatemala nahm mit der Läufer Cesar Lopez an den Sommer-Paralympics 2008 im chinesischen Peking teil, der auch Fahnenträger beim Einzug der Mannschaft war. Lopez nahm an der Qualifizierung zum 5000 m Lauf (T13) teil, belegte einen sechsten Platz, schied demnach aus und gewann keine Medaillen.

## Teilnehmer nach Sportart

### Leichtathletik
Männer
- Cesar Lopez